# 탈출 (1975년 영화)
"탈출"(脫出)은 한국에서 제작된 고영남 감독의 1975년 드라마 영화이다. 이순재 등이 주연으로 출연하였고 김태수 등이 제작에 참여하였다.

## 출연

### 주연
- 이순재
- 김상순
- 독고성